# Lill-Göktjärnen
Lill-Göktjärnen är en sjö i Bräcke kommun i Jämtland och ingår i Ljungans huvudavrinningsområde.